# Опсада Хандакса

Опсада Хандакса представља главни догађај похода Византијског царства за повратак острва Крит под своју власт, којим су од 820-тих година владали муслимански Арапи. Кампања је била праћена низом неуспелих покушаја да се острво поврати од муслимана који су трајали чак до чак 827, само неколико година након почетног освајања острва од стране Арапа, а предводио их је војсковођа и будући цара Нићифор Фока. Опсада је трајала од јесени 960. до пролећа 961. године, када је и заузета главна муслиманска тврђава и главни део острва, познат као Хандакс (модерни Хераклион). Поновно успостављање контроле над Критом представљало је огроман успех Византије, јер је тиме била обновљена византијска контрола над Егејским приморјем и смањена претња од стране сараценских гусара, за које је Крит представљао базу из које су вршили своје упаде.

## Крит под муслиманском влашћу
Острво Крит било је освојено крајем 820-тих година од стране стране муслимана који су били протерани из Шпаније. У годинама након почетног искрцавања Арапа на острво, Византијско царство је покренуло низ похода који су више пута били понављани како би их отерали муслимане са острва и поново повратило контролу над њим, али су углавном били безуспешни. Сарацени су успоставили своје упориште у Хандаксу на северној обали Крита, који је постао главни град новог Емирата Крита. Муслиманска окупација Крита је имала погубне последице за Византију, јер је отварала њено поморско подручје, тј. Егејско море, омогућавајући тако несметане упаде муслиманских флота, и самих критских Сарацена, као и оних из Леванта, који су користили Крит као истурену базу или место за заустављање, као што је забележио током похаре Солуна 904. године Лав од Триполија, када су многи од преко 20.000 солунских заточеника продати или поклоњени као робови на Криту.
Први велики покушај Византијаца да поврате острво је био 842/843, под Теоктистом. Направио је напредак и очигледно је да је омогућио поновно успостављање обновљених делова острва као теме, што је доказано присуством стратега Крита што се налази у извору који датира управо из тог времена, познатом као Тактикон Успенског. Међутим, Теоктист је морао да напусти поход, а трупе које је оставио за собом брзо су поразили Сарацени. У пролеће 866. године, регент Варда намеравао је да покрене кампању за повратак Крита, али је убијен уочи одласка. Даљи византијски покушаји да се острво поново поврати 911. (177. бродова под адмиралом Химеријем) и 949. (128 бродова под Константином Гонгилијем) пропали су уз катастрофалан исход, упркос великим ресурсима и снагама који су били ангажоване. Према Христосу Макрипоулију, упркос својој често прецизној припреми, византијске експедиције против Крита нису успеле због ограничења у снабдевању и стратегије исцрпљивања који су били праћени нападима критских Сарацена. Успех или неуспех у контроли над Критом на крају су се свели на контролу Хандакса, што је оставило Византијце у неизвесној позицији тако да су морали да одржавају опсаду на дужи период иако су били далеко од својих база снабдевања. Сигурни иза бедема Хандакса, Сарацени су могли да сачекају док њихови противници не постану довољно ослабљени па да на њих покрену разорни контранапад.
Одлучан да се освети за катастрофу из 949. године, пред крај своје владавине, цар Константин VII Порфирогенит (в. 913-919, 945-959-) обновио је припреме за заузимање острва. После његове смрти 959. године тај задатак је пао на његовог сина и наследника, Романа II (в. 959-963-). Уз подршку и подстицање свог главног министра Јосифа Вринге, Роман је сменио постојећег и поставио новод Доместика схола Истока, Нићифора Фоку, способног војника и истакнутог ветерана ратова против муслимана у источном делу Мале Азије, за врховног заповедника похода. Фока је мобилисао византијску војску у Малој Азији, и окупио силу од 50.000 људи, 27.000 веслача и 308 транспорта јужно од Ефеса. Ова експедиција била је далеко већа од претходних, углавном због релативне унутрашње стабилности коју су донеле недавне победе на источним границама и дугогодишњи мир са Бугарима. Према речима Лава Ђакона, флота је обухватила многе дромоне опремљене грчком ватром.

## Историјски извори
Савремени научници се ослањају првенствено на три скоро оновремених извора који се односе на догађаје око византијског освајања Крита: историју Лава Ђакона, песму Заузимање Крита од Теодосија Ђакона и наставка хронике Симеона Логотета. Иначе непознати Теодосије Ђакон написао је своју песму 961/962, као панегирик за повраћај острва, и презентовао га је Нићифору Фоки недуго пре његовог доласка на царски престо 963. године. Лав Ђакон, рођен је 950, завршио је своју историју после 992. године и главни је византијски извор у периоду 959-975, укључујући многе анекгдоте и исказе очевидаца. Иако су убрзо заборављени међу самим Византијцима, он је служио као извор за касније историчаре као што су Јован Скилица и Јован Зонара. Прва два поглавља његовог рада баве се освајањем Крита. Симеон Логотет је писао током владавине Нићифора Фоке (963-969), а понекад се идентификује са Симеоном Метафрастом, или са другим Симеоном који је наследио његово место писара у царској канцеларији под Фоком и Јованом I Цимискијем (в. 969-976-). Његов рад је захватао период до 948. године, а наставак је, по могућству написан од стране Симеона, обухватио је период до 963. Није сачуван у оригиналном облику, већ у две варијанте: једаној као шеста и последња књига Теофана Настављача, која се бави владавином Константина VII и Романа II до пролећа 961. године, и резиме верзије до 962. године у склопу хронике Псеудо-Симеона. Међутим, како историчар Антоније Калделије истиче да се извештај о Симеону, на коме се у великој мери ослања савремена наука, састоји из сличних извора као оних који потичу од стране Прокопија из Цезареје о експедицији Велизара на Вандалску краљевину.

## Искрцавање на Крит и први сукоби
Користећи рампе, експедиционе снаге су се брзо искрцале у правилном поретку. Теофан Настављач и Теодосије Ђакон извештавају да се Византијци нису суочили са отпором током искрцавања, али Лав Ђакон извештава да су Сарацени чекали византијско искрцавање заузевши поредак за битку. Нићифор је брзо успео да своје трупе сакупи у типичну формацију коју су Византијци иначе користили за битке, која се иначе састојачла из три дела, након чега се устемио на сараценску војску. Сарацени су се брзо сломили под византијским нападом, почевши да беже назад у утврђење Хандакс, услед чега су претрпели огромне губитке.Лав Ђакон описује утврђеност града која се, истицала како природним условима тако и лукавошћу његових градитеља:
| „               | Са једне стране је имао море као сигурну одбрану, а са друге стране постављен је на скоро равну стену на којој су лежали зидови, а њихова изградња била је нешто ново и необично. Јер је само утврђење било изграђено од земље, као и козје и свињске длаке, које су биле помешане и темељито сабијене; зидине су биле довољно широке тако да би двоје кола могла лако направити круг на врху бедема и пренети једна друга, зид је сезало до велике висине, а поред тога око њега су ископана два невероватно широка и дубока јарка. | ” |
| — Историја, I.5 | |   |

Према извештајима Лава и Теодосија, чини се да се Нићифор у почетку надао да ће Хандакс заузети на јуриш, али када у томе није успео, он се усредсредио на дугорочну опсаду, изградњу утврђеног логора испред Хандакса и постављање своје флоте у безбедно сидриште у непосредној близини са наређењем да блокира град и да уништи сваки брод који би покушао да га напусти. Према Лаву, Фока је потом послао Нићифора Пастила, стратега теме Трахесијанаца и истакнутог ветерана ратова против Арапа на истоку, да преузме "групу одабраних људи" и предузме упад у околини Крита како би извидели ситуацију и прикупили потепшине за снабдевање. Уочавајући да је околина релативно сигурна, Пастила и његови људи безбрижно су се кретали, препуштајући се храни и вину. Муслимани, који су пажљиво били скривени и посматрали њихов напредак са једног узвишења, видевши ово као изврсну прилику постројили су се за борбу. Лав тврди да су се, иако су били пијани, Византинци добро борили, док се сам Пастила, након што је рањен од моштвом стрела, пао. Тада се дисциплина Византијаца распала, а само неколико људи успело је да преживи након чега су успели да известе Фоку о овој катастрофи.

## Опсада Хандакса
Након пријема вести да је одред његових војника побијен, Фока је одлучио да се брзо покрене и успостави чврсту опсаду над градом. Осмотрио је градске зидине и закључио да су изузетно снажне. Као резултат тога, наредио је својим људима да почну изградњу обилазнице од обале до обале која се протезала испред копнене стране градских зидина. Међутим, Пастиласова несрећа такође је показала Фоки да мора да осигура своју залеђину пре него што се фокусира на опсаду. Одабрао је малу групу млађих војника и ноћу их извео из логора у великој тајности. Византинци су узели неколико заробљеника, од којих су сазнали да се помоћне снаге непријатеља, које су према Лавовим наводима бројале око 40.000 људи, сакупљају на оближњем брду и припремају за напад на византијски логор. Фока је дозволио својим људима да се одморе током целог сутрашњег дана, а када је пало вече поново су се спустили, усмеравани од локалног становништва(вероватно месних хришћана).Брзо и тихо, његови људи су опколили арапски војни логор. Фока је наредио да трубе засвирају и наредио јуриш на Арапе који су спавали. Затечени овим изненађењем, Арапи нису ни покушали да пруже отпор, већ су покушали да побегну, услед чега су само успели да налете на преостале византијске трупе.
Арапска војска је била уништена, а Фока је упутио своје људе да одсеку главе палих ратника и донесу их сасобом када се буду враћали у свој логор, поново се крећући само током ноћи. Сутрадан, он је са својим људима натакао неке главе на коље тако да су се оне могле уочити са градских зидина док је преостале главе сместио у катапулт из којих их је избацио у сам град. Овај призор је оставио јак утисак и жаљење међу становницима, који су видели своје мртве рођаке и пријатеље; али су остали одлучни у намери да се одупру, и убрзо након тога успели су да одбију напад који је предводио Фока. Фока је ангажовао стрелце и катапулте против бранилаца док је са једним делом снага покушао да се пробије преко зидина користећи опсадне мердевине. Тврђава се још увек држала, међутим, под сталним притиском који је био проузрокован непрестаним бомбардовањем, мердевине су се срушиле. Фока је недуго затим обуставио опсаду града. Сада је одлучио да град преко зиме блокира, док су његови инжењери почели да пројектују и граде још моћније опсадне справе.
Схвативши озбиљност положаја у коме се нашао Емир Крита, Абд ел-Азиз, апеловао на многе међу својом истоверном браћом које су чинили муслимански владари, а нарочито на фатимидског калифа Ел-Му'иза, да му се придруже, али су његови захтеви били одбијени.
Други напад на Хандакс изведен је у марту 961. Овог пута Византијци су користили много ефикаснију опсадну машину против Хандакса, али и даље нису били у могућности да пробију заштитне бедеме и уђу у град. У међувремену, муслимани су се држали изван домета грчких стрелаца, тако да су и даље могли да бораве на зидовима, а да притоме нису могли бити уништени бомбардовањем. Фока је убрзо након тога искористио опсадног овна ради разбијања зидина, али је то био лажни напад. Док су се муслимани фокусирали на ударног овна, рудари су ископали тунеле испод зидова и поставили експлозивне и запаљиве материјале испод слабих тачака. Убрзо су успели да униште огроман део зида, одакле је византијска војска почела да се улива у град. Браниоци су брзо формирали линију унутар града, али било је прекасно. Муслимани су 6. марта били одбачени ка градским улицама по којима су се разбежали. Војницима је било допуштено по обичају право на три дана пљачке пре него што војска опет крене даље.

## Последице
Са освајањем Хандакса, остатак Крита се брзо предао византијској војсци, а острво је стављено под власт Цариграда, док је Византију чекао дугорочан напор усмерен на поновну христијанизацију острва. Острво је организовано као уобичајна тема. Затим су предузети велики напори на конверзији становништва из ислама у православно хришћанство, које су предводиливодили Јован Ксенос и Никон "Метаноит". Ослонивши се на јужни улаз у Егејско море, освајање Крита посебно је погодовало византинцима због своје стратешке позиције која је за циљ имала покретање напада на обалу северне Африке, јер је ово острво често било коришћено од стране муслимана са Крита, одакле су они започињали разарајуће походе на околна егејска острва у Византији.